# Chacun cherche son chat
Chacun cherche son chat is een Franse film van Cédric Klapisch die uitgebracht werd in 1996.

## Verhaal
Parijs, 11e arrondissement, lente 1995. Chloé, een jonge visagiste leeft in een drukke multiculturele wijk bij place de la Bastille, waar jong en oud en rijk en arm met en vooral naast elkaar leven. Ze betrekt er een appartementje met Michel, een homofiele vriend. Chloé zoekt iemand die op haar kat Gris-Gris wil passen, want ze gaat op vakantie. Op haar onstuimig levende flatgenoot hoeft ze niet te rekenen. Uiteindelijk vindt het dier onderdak bij de bejaarde mevrouw Renée, die zelf twaalf katten bezit. 
Als Chloé thuiskomt overvalt mevrouw Renée haar met slecht nieuws: Gris-Gris is door het venster ontsnapt. Chloé is doodongelukkig. Maar Renée brengt haar uitgebreid sociaal netwerk van oude dametjes en andere buurtbewoners in stelling. Allen gaan op zoek, elk op zijn manier. Chloé verspreidt ook overal in de buurt kleine berichtjes waarin ze vraagt contact met haar op te nemen indien men haar kat ergens gezien heeft. 
Via het verhaal van een ontsnapte kat wordt het bonte leven van een Parijse buurt opgeroepen en raakt Chloé geleidelijk aan uit het sociaal isolement van de grote stad.

## Rolverdeling
| Acteur                | Personage                    |
| --------------------- | ---------------------------- |
| Garance Clavel        | Chloé                        |
| Zinedine Soualem      | Djamel                       |
| Renée Le Calm         | mevrouw Renée                |
| Olivier Py            | Michel                       |
| Simon Abkarian        | Carlos                       |
| Joël Brisse           | 'Bel Canto', de schilder     |
| Marilyne Canto        | de politieagente             |
| Antoine Chappey       | de dronken kerel             |
| Andrée Damant         | mevrouw Dubois               |
| Hélène de Fougerolles | een mannequin                |
| Marine Delterme       | een mannequin                |
| Romain Duris          | de drummer                   |
| Camille Japy          | Victoire                     |
| Jacqueline Jehanneuf  | mevrouw Henriette            |
| Aurélia Petit         | de bar'man'                  |
| Francis Renaud        | een agressieve kerel         |
| Éric Savin            | 'onze de pique', de militant |
| Hiam Abbass           | een vrouw op de binnenplaats |